# Sabarimala

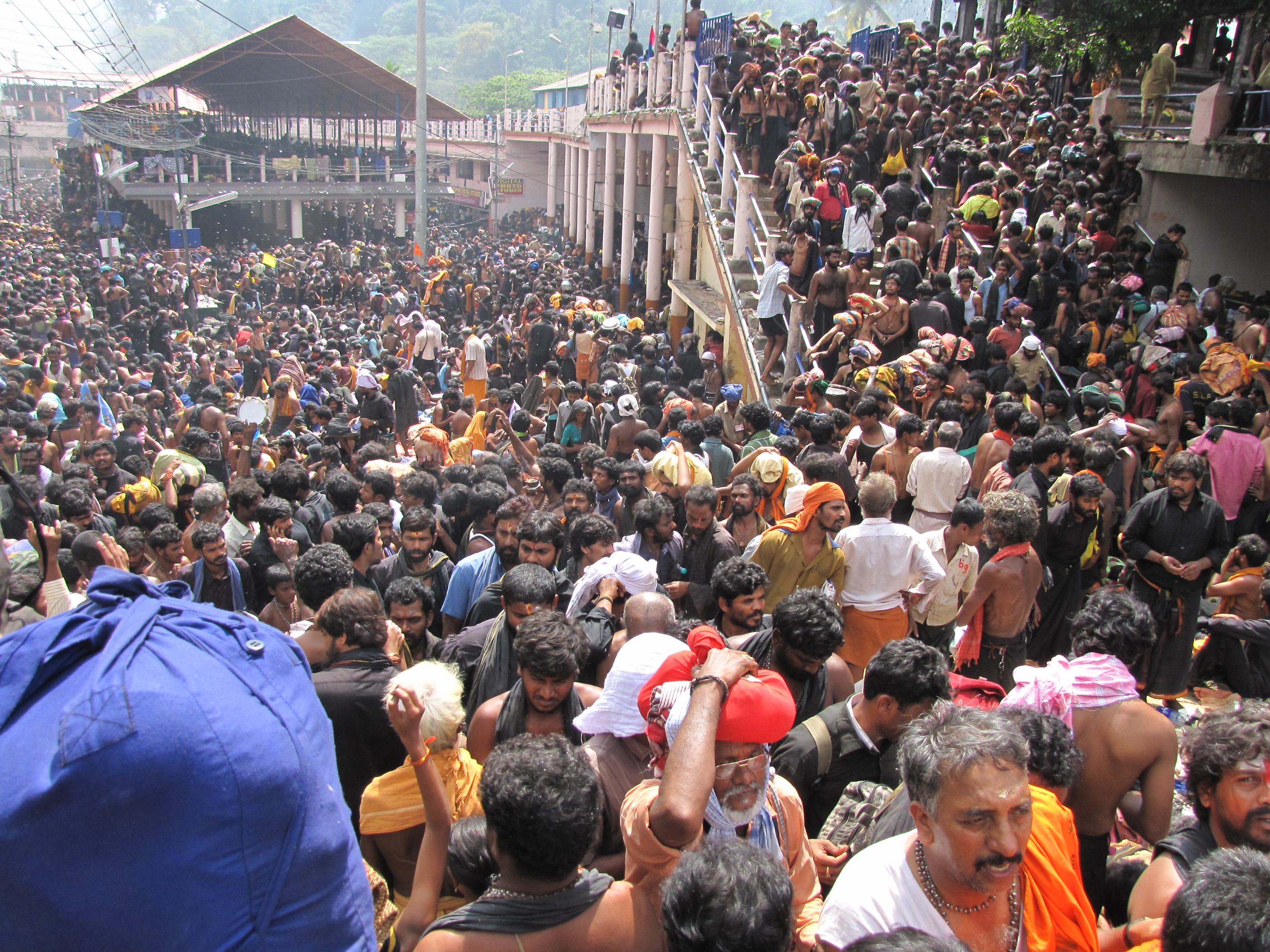
Menschenmenge von Hindu-Pilgern

Sabarimala (Malayalam: ശബരിമല Śabarimala [ˈɕabəɾimala]) ist ein hinduistisches Heiligtum im indischen Bundesstaat Kerala.  Der dem Gott Ayyappan geweihte Tempel von Sabarimala ist trotz seiner abgelegenen Lage in den Bergen der Westghats eines der größten Wallfahrtziele Indiens und zieht jährlich Millionen von Pilgern an.
Die hinduistische Wallfahrtsstätte Sabarimala befindet sich in einem waldreichen Hügelgebiet in den Westghats im Distrikt Pathanamthitta, 64 Kilometer östlich der Distriktshauptstadt Pathanamthitta. Der Tempel ist nur rund 120 Tage im Jahr geöffnet. Die Hauptpilgersaison liegt zwischen Mitte November und der zweiten Januarhälfte. Sabarimala ist ein äußerst wichtiges Pilgerziel für Anhänger des Ayyappan-Kultes aus den südindischen Bundesstaaten Kerala, Tamil Nadu, Karnataka und Andhra Pradesh. 
Frauen im gebärfähigen Alter, definiert als im Alter zwischen 10 und 50 Jahren, sind von der Pilgerschaft ausgeschlossen. Wenngleich vereinzelt Mädchen, die die Pubertät noch nicht erreicht haben, und Frauen jenseits der Menopause teilnehmen, sind die Pilger fast ausschließlich Männer. Während der Pilgersaison 2009/2010 besuchten insgesamt mehr als 40 Millionen Pilger Sabarimala, der Tempel erzielte Einnahmen von über 1,4 Milliarden Rupien (rund 23 Millionen Euro).
Bei einem Menschenauflauf starben im Januar 2011 rund 100 Pilger.
Aufgrund einer Entscheidung des Obersten Gerichts vom 28. September 2018 muss der Tempel für Frauen jeden Alters zugänglich sein. Gegen dieses Urteil richteten sich massive, teils gewaltsame Proteste konservativer Hindus, die den Zutritt von Frauen weiterhin zu verhindern suchten. Andererseits demonstrierten mehrere Millionen Frauen in Kerala mit einer Menschenkette für den Zugang zum Tempel.
Am 2. Januar 2019 gelang es zwei Aktivistinnen als ersten Frauen nach dem Gerichtsurteil, den Tempel zu betreten. Daraufhin wurde der Tempel einer Reinigungszeremonie unterzogen. Trotz des Gerichtsbeschlusses verbietet die Regierung von Kerala aus Angst vor Unruhen weiterhin den Zutritt für Frauen im entsprechenden Alter. Strenggläubige Hindus rechtfertigen dieses Verbot mit einer angeblich uralten religiösen Überlieferung, wonach der auf ewige Zeit im Zölibat lebende Ayyappan nicht von Frauen gestört werden dürfe.